# Виїзний туризм
Виїзний туризм (туризм за кордон, міжнародний туризм) — подорожі громадян України та осіб, які постійно проживають на території України, до іншої країни (згідно зі ст. 4 Закону України «Про туризм» від 15.09.1995 р.).
У науковій літературі існує безліч визначень «виїзного туризму» розробленими вченими-економістами, правознавцями: 
- Наприклад, А. Б. Здоров вважає, що виїзний туризм — це подорож осіб, що постійно проживають в країні, але виїжджають з певними цілями в іншу країну[2].
- На думку А. Ю. Александрової, міжнародний (виїзний) туризм охоплює поїздки подорожуючих осіб з туристичними цілями за межі країни постійного проживання[3].
- П. Р. Пуцентейло вважає, що виїзний туризм — подорожі осіб, що постійно проживають в одній країні, в іншу країну з туристичними цілями без заняття оплачуваною діяльністю в відвідуваною країні[4].

## Ознаки виїзного туризму
У науковій літературі виділяють різні ознаки для характеристики туризму. Доцільно виділити наступні ознаки, які притаманні безпосередньо виїзного туризму:
1. регулюється спеціальним законодавством;
2. визначає спеціальний коло учасників даних правовідносин;
3. є видом підприємницької діяльності зі спеціальним режимом її здійснення;
4. встановлено основні вимоги до здійснення виїзного туризму та отримання ліцензії;
5. комплексний характер діяльності (організація проживання, харчування, перевезення, екскурсійного, культурно-розважального, лікувально-оздоровчого обслуговування, організація дозвілля);
6. наявність спеціального договору (контракту) на туристичне обслуговування, зміст якого визначено чинним законодавством[5];
7. у процесі здійснення виїзного туризму, громадянином України або особою, що постійно проживає на її території необхідно перетнути митний кордон України разом з його майном в іншу країну;
8. триває досить короткий проміжок часу. Тривалі подорожі відбуваються лише одиницями індивідуумів. Туризм ж — масове явище XX століття, що отримало свій розвиток в силу сформованої в розвиненому суспільстві політико-економічної ситуації. Люди (в більшості своїй робітники за наймом) повсюдно отримали право на щорічну відпустку. За статистикою найбільшу частку займає туризм вихідного дня (2-3 дні), далі йдуть невеликі туристичні поїздки (6-7 днів), значно меншу частку займають 8-12-денні тури.
9. головні цілі: розважальні (аттрактивні), рекреаційні та пізнавальні. Другими за значимістю є цілі оздоровчі та лікувальні, далі йдуть професійно-ділові, гостьові та інші[6].
10. відсутність ознак оплачуваної роботи у відвідуваних місцях.

## Суб'єкти виїзного туризму
Згідно зі ст. 5 Закону України «Про туризм» від 15.09.1995 р., суб'єктами виїзного туризму вважаються:
- Туристичний оператор (туроператори) — юридичні особи, створені згідно із законодавством України, для яких виключною діяльністю є організація та забезпечення створення туристичного продукту, реалізація та надання туристичних послуг, а також посередницька діяльність із надання характерних та супутніх послуг і які в установленому порядку отримали ліцензію на туроператорську діяльність;
- туристичні агенти (турагенти) — юридичні особи, створені згідно із законодавством України, а також фізичні особи — суб'єкти підприємницької діяльності, які здійснюють посередницьку діяльність з реалізації туристичного продукту туроператорів та туристичних послуг інших суб'єктів туристичної діяльності, а також посередницьку діяльність щодо реалізації характерних та супутніх послуг;
- гіди-перекладачі, екскурсоводи, спортивні інструктори, провідники та інші фахівці туристичного супроводу — фізичні особи, які проводять діяльність, пов'язану з туристичним супроводом і які в установленому порядку отримали дозвіл на право здійснення туристичного супроводу, крім осіб, які працюють на відповідних посадах підприємств, установ, організацій, яким належать чи які обслуговують об'єкти відвідування[1].

## Форми відповідальності суб'єктів туристичної діяльності при здійсненні виїзного туризму
- відшкодування збитків;
- штрафні санкції;
- оперативно-господарські санкції
- адміністративно-господарські санкції[7] — за невиконання або неналежне виконання господарських зобов'язань чи порушення правил здійснення господарської діяльності

## Законодавство, яке регулює виїзний туризм
1. Конституція України (норми, що стосуються підприємницької діяльності);
2. Кодекси України:
  1. Господарський Кодекс України;
  2. Цивільний кодекс України;
  3. Податковий Кодекс України;
3. Закони України:
4. «Про туризм»;
  1. «Про господарські товариства»;
  2. «Про акціонерні товариства»;
  3. «Про державну реєстрацію юридичних осіб та фізичних осіб — підприємців»;
  4. «Про ліцензування видів господарської діяльності»;
5. Підзаконні нормативно-правові акти:
  1. Наказ Державного комітету України з питань регуляторної політики та підприємництва, Міністерства культури і туризму України «Про затвердження Ліцензійних умов провадження туроператорської та турагентської діяльності».